# ۶۶۸ (میلادی)

## رویدادها
- کنستانس دوم، امپراتور بیزانس به هنگام حمام در سیراکوزای سیسیل توسط پیشکار خود به‌قتل می‌رسد.
- مززیوس در سیراکوزا مدعی امپراتوری می‌شود.
- کنستانتین چهارم، پسر کنستانس دوم امپراتور بیزانس می‌شود و پس از لشکرکشی به سیراکوزا، مززیوس را در ۶۶۹ از قدرت برکنار کرده او را می‌کشد.
- سقوط امپراتوری قدرتمند گوگوریو بعداز حدود ۷۰۵ سال توسط امپراتوری تانگ و متحدانش.

## مرگ‌ها
- ۱۵ سپتامبر - کنستانس دوم، امپراتور بیزانس (به‌قتل رسید)

## فرمانروایان
‎